# Atalanta Bergamasca Calcio Sub-23
Atalanta Bergamasca Calcio Sub-23, também conhecida simplesmente como Atalanta Sub-23, é um time de futebol italiano com sede na cidade de Bérgamo, e atua como a equipe alternativa da Atalanta principal. Manda seus jogos na estádio Comunale, que fica em Caravaggio, uma comuna (equivalente ao município no Brasil e em Portugal) a 40 km de Milão.
Fundada em 2023, compete na Serie C, a terceira divisão do sistema de ligas do futebol italiano. A equipe joga no mesmo sistema de liga profissional que sua equipe sênior, em vez de uma liga separada dedicada às equipes de base. No entanto, a equipe B não podia disputar a mesma divisão do time A, portanto, mesmo que conseguisse em algum momento o acesso à primeira divisão, não poderia disputá-la, tornando atualmente a Atalanta Sub-23 inelegível para promoção à Serie A.

## História

### Origem
Em julho de 2023, a Atalanta (conhecida por ter uma das categorias de base mais bem-sucedidas da Itália e da Europa) anunciou a intenção de criar um time reserva para abrigar os atletas vindos da categoria Primavera (Sub-19), entrando com um pedido de inscrição no mesmo mês, e em agosto, a Federação Italiana de Futebol aprovou a participação do time Sub-23 para a disputa da Serie C, tornando-se o segundo time B a disputar um campeonato profissional na Itália (a primeira foi a Juventus B, que joga a terceira divisão nacional desde 2018–19), beneficiado pela exclusão do Siena do campeonato em decorrência de dívidas e irregularidades na inscrição de jogadores.
A estreia da Atalanta Sub-23 na Série C foi em setembro de 2023, sendo derrotada pelo Virtus Verona por 3 a 2, enquanto a primeira vitória da equipe foi pelo mesmo placar, desta vez sobre o Giana Erminio.

## Estádio
A equipe Sub-23 da Atalanta manda seus jogos no Estádio Comunale de Caravaggio, que possui capacidade para 2.180 lugares. Nas primeiras rodadas, usou outro Estádio Comunale, desta vez na comuna de Gorgonzola, para atuar como mandante enquanto o estádio de Caravaggio estava passando por reformas.